# Leopold Nedopil
Leopold Nedopil (* 7. Juli 1819 in Znaim; † 20. Februar 1883 in Wien) war Archivar und katholischer Geistlicher.

## Leben
Nedopil wurde 1842 zum Priester geweiht und legte 1845 die Ordensgelübde im Deutschen Orden ab. Nach Mehrjähriger Tätigkeit im Orden wurde er inkorporierter Pfarrer die Stelle eines Novizenmeisters der Ritternovizen. Noch vor seiner Arbeit als Seelsorger, war die ihm übertragene Stellung als Archivars im Ordens-Zentralarchivs in Wien von Bedeutung. Hier war er vor allem um Ordnung und Katalogisierung der zahlreichen Ahnenproben mit ihren Beilagen bemüht. Während seiner letzten Lebensjahre als Geistlicher Rat versah er auch den Dienst eines Pfarrverwesers der Ordenspfarre in Wien I.

## Werke
- Adelsproben aus dem Dt. Ordens-Zentralarchiv, 4 Bände, Wien 1868–1881